# 矢吹インターチェンジ
矢吹インターチェンジ（やぶきインターチェンジ）は、福島県西白河郡矢吹町赤沢にある、東北自動車道およびあぶくま高原道路のインターチェンジ。東北自動車道とあぶくま高原道路のジャンクションの機能を兼ねており、福島空港へのアクセスも可能。
なお、東北自動車道のランプと本線の一部は白河市にあるが、料金所は矢吹町内にある。

## 道路
- E4 東北自動車道（15番）
- E80 あぶくま高原道路（1番）
- 接続する道路：国道4号

## 料金所
- ブース数：4

### 入口
- ブース数：2
  - ETC専用：1
  - 一般：1

### 出口
- ブース数：2
  - ETC専用：1
  - 一般：1

## 利用状況
- 2018年度（平成30年度）の1日平均出入台数は5251台である。

近年の推移は以下のとおりである。
| 出入台数推移       | 出入台数推移     | 出入台数推移    |
| 年度               | 1日平均 出入台数 | 出典            |
| ------------------ | ---------------- | --------------- |
| 1996年（平成8年）  | 2,305            | [ 利用客数 1 ]  |
| 2000年（平成12年） | 2,305            | [ 利用客数 2 ]  |
| 2000年（平成12年） | 2,305            | [ 利用客数 3 ]  |
| 2000年（平成12年） | 2,305            | [ 利用客数 4 ]  |
| 2000年（平成12年） | 2,305            | [ 利用客数 5 ]  |
| 2001年（平成13年） | 2,257            | [ 利用客数 6 ]  |
| 2002年（平成14年） | 2,181            | [ 利用客数 7 ]  |
| 2003年（平成15年） | 2,144            | [ 利用客数 8 ]  |
| 2004年（平成16年） | 2,129            | [ 利用客数 9 ]  |
| 2005年（平成17年） | 2,058            | [ 利用客数 10 ] |
| 2006年（平成18年） | 2,011            | [ 利用客数 11 ] |
| 2007年（平成19年） | 1,960            | [ 利用客数 12 ] |
| 2008年（平成20年） | 1,941            | [ 利用客数 13 ] |
| 2009年（平成21年） | 1,933            | [ 利用客数 14 ] |
| 2010年（平成22年） | 1,813            | [ 利用客数 15 ] |
| 2011年（平成23年） | 1,819            | [ 利用客数 16 ] |
| 2012年（平成24年） | 1,880            | [ 利用客数 17 ] |
| 2013年（平成25年） | 1,942            | [ 利用客数 18 ] |
| 2014年（平成26年） | 1,843            | [ 利用客数 19 ] |
| 2015年（平成27年） | 1,847            | [ 利用客数 20 ] |
| 2016年（平成28年） | 1,807            | [ 利用客数 21 ] |
| 2017年（平成29年） | 1,793            | [ 利用客数 22 ] |
| 2018年（平成30年） | 1,797            | [ 利用客数 23 ] |
| 2019年（令和元年） | 1,721            | [ 利用客数 24 ] |

## 周辺
- JR東日本東北本線 矢吹駅
- 福島空港

## 隣
E4 東北自動車道
(14) 白河IC - (14-1) 白河中央SIC - 阿武隈PA - (15) 矢吹IC - (15-1) 鏡石PA/SIC - (16) 須賀川IC
E80 あぶくま高原道路
(1) 矢吹IC - (2) 矢吹中央IC

## その他
- 貨物流動量:11,316トン/3日(東北第1位、全国第25位、2010年)[1]

### 利用客数
1. ↑  “各駅の乗車人員（2000年度）”.   福島県. 2019年2月12日閲覧。
2. ↑  “各駅の乗車人員（2000年度）”.   福島県. 2019年2月12日閲覧。
3. ↑  “各駅の乗車人員（2000年度）”.   福島県. 2019年2月12日閲覧。
4. ↑  “各駅の乗車人員（2000年度）”.   福島県. 2019年2月12日閲覧。
5. ↑  “各駅の乗車人員（2000年度）”.   福島県. 2019年2月12日閲覧。
6. ↑  “各駅の乗車人員（2001年度）”.   福島県. 2019年2月12日閲覧。
7. ↑  “各駅の乗車人員（2002年度）”.   福島県. 2019年2月12日閲覧。
8. ↑  “各駅の乗車人員（2003年度）”.   福島県. 2019年2月12日閲覧。
9. ↑  “各駅の乗車人員（2004年度）”.   福島県. 2019年2月12日閲覧。
10. ↑  “各駅の乗車人員（2005年度）”.   福島県. 2019年2月12日閲覧。
11. ↑  “各駅の乗車人員（2006年度）”.   福島県. 2019年2月12日閲覧。
12. ↑  “各駅の乗車人員（2007年度）”.   福島県. 2019年2月12日閲覧。
13. ↑  “各駅の乗車人員（2008年度）”.   福島県. 2019年2月12日閲覧。
14. ↑  “各駅の乗車人員（2009年度）”.   福島県. 2019年2月12日閲覧。
15. ↑  “各駅の乗車人員（2010年度）”.   福島県. 2019年2月12日閲覧。
16. ↑  “各駅の乗車人員（2011年度）”.   福島県. 2019年2月12日閲覧。
17. ↑  “各駅の乗車人員（2012年度）”.   福島県. 2019年2月12日閲覧。
18. ↑  “各駅の乗車人員（2013年度）”.   福島県. 2019年2月12日閲覧。
19. ↑  “各駅の乗車人員（2014年度）”.   福島県. 2019年2月12日閲覧。
20. ↑  “各駅の乗車人員（2015年度）”.   福島県. 2019年2月12日閲覧。
21. ↑  “各駅の乗車人員（2016年度）”.   福島県. 2019年2月12日閲覧。
22. ↑  “各駅の乗車人員（2017年度）”.   福島県. 2018年7月9日閲覧。
23. ↑  “各駅の乗車人員（2018年度）”.   福島県. 2019年7月11日閲覧。
24. ↑  “高速道路の利用状況（2018年度）”.   福島県. 2020年7月10日閲覧。